# شورش پادگان مراوه‌تپه
شورش پادگان مراوه‌تپه روز دوم تیرماه ۱۳۰۵ همزمان با شورش پادگان سلماس، در مراوه‌تپه رخ داد. شورشیان سپس عازم بجنورد و قوچان شدند. این قیام به زودی پس از اعزام نیرو و محاصره شورشیان فرونشست. عده‌ای از شورشیان دستگیر و عده‌ای نیز به کشور شوروی پناهنده شدند.

## چگونگی وقوع شورش
پادگان مراوه‌تپه یک گردان مختلط بود زیرنظر لشکر شرق که فرماندهی آنرا لهاک‌خان باوند برعهده داشت. نفرات این پادگان به علت عدم توجه اولیای امور و نگرفتن حقوق و زندگی در شرایط نامساعد و عدم توجه به خواسته‌هاشان ناراضی بودند. در دوم تیرماه ۱۳۰۵ لهاک‌خان افسران و درجه‌داران پادگان را جمع نموده و پس از ایراد سخنرانی نیّت خود را برای شورش و حمله به پادگانهای قوچان و مشهد با آنها در میان نهاد. تمامی افراد موجود در پادگان آمادگی خود را برای همراهی اعلام نمودند. لهاک‌خان که قبلاً در روسیه با افکار سوسیالیستی آشنا شده بود، مرامنامه‌ای به نام پاداش منتشر کرده و وعده تقسیم املاک را به مردم داد. بعضی مورخان علت قیام را اعدام دو پسرعموی لهاک‌خان (فرزندان امیرمؤید سوادکوهی) در تهران و برخی دیگر علت را جاه‌طلبی لهاک‌خان و سرخوردگیش پس از توقف پانزده‌ماهه در پادگان دورافتاده مراوه‌تپه می‌دانند.

## تصرف پادگان بجنورد
لهاک‌خان و نیروهایش سپس راهی بجنورد شد و قصد و نیت خود را با فرماندهان پادگان بجنورد در میان نهاد و از آنها خواست که با وی همکاری کنند. عده‌ای پیشنهاد او را پذیرفته و عده‌ای دیگر به مخالفت برخاستند. مخالفان را دستگیر و اعدام کردند. بعدها به دستور ارتش برای این افسران مقبره‌ای در بجنورد بنا گردید.

## اعزام قوای دولتی و محاصره شورشیان
لهاک‌خان پس از تصرف بجنورد به سمت قوچان حرکت کرد. در این اثنا طغیان وی به مرکز گزارش شد و دو واحد نظامی و چند طیاره برای سرکوبی او عازم خراسان شدند: یک واحد نظامی به فرماندهی سرگرد ضرابی و یک واحد دیگر به فرماندهی سرهنگ روح‌الله جهانبانی با وسایل موتوریزه به سمت بجنورد و قوچان حرکت کردند. قوایی نیز از مشهد حرکت کرده و در اطراف قوچان راه را بر شورشیان بستند. لهاک‌خان و افرادش چون خود را در محاصره دیدند از طریق مرز باجگیران وارد خاک شوروی شده و تسلیم ارتش سرخ شدند. عده‌ای نیز خود را تسلیم قوای دولتی کردند.

## عزل فرمانده لشکر خراسان و اعدام خاطیان
کمی پس از فرونشاندن شورش، رضاشاه که برای رسیدگی به تخلفات سرتیپ جان محمدخان به مشهد رفته بود پس از خلع درجه وی، وارد بجنورد شد و فوری دستور داد که یک دادگاه نظامی فوق‌العاده برای رسیدگی و تنبیه مسببان تشکیل شود. ریاست دادگاه به سرتیپ امان‌الله میرزا محول گردید و وی نیز ۸۰ نفر از پادگان مراوه‌تپه و بجنورد را محکوم به اعدام کرد. وقتی صورت جلسه دادگاه را برای تصویب نزد رضاشاه بردند، تقاضای تقلیل مجازات نمود و سرانجام با اعدام ده نفر موافقت شد و حکم همان روز در بجنورد به مرحله اجرا درآمد.